# Magnolia siamensis
Magnolia siamensis este o specie de plante din genul Magnolia, familia Magnoliaceae. A fost descrisă pentru prima dată de James Edgar Dandy, și a primit numele actual de la Hsüan Keng. Conform Catalogue of Life specia Magnolia siamensis nu are subspecii cunoscute.